# Chasmina alcidamea
Chasmina alcidamea là một loài bướm đêm trong họ Noctuidae.